# Cumhuriyet (Bitlis)
Pour les articles homonymes, voir Cumhuriyet (homonymie).
Cumhuriyet (prononcé [ d͡ʒum.hu.ɾi.'jɛt], en français : République) est un village du district de Bitlis, dans la province de Bitlis, dans la région de l'Anatolie orientale.

## Géographie
Le village est situé à mi-chemin entre Batman et le lac de Van, près de la rivière Bitlis et de la route E 99/D965 qui la longe. Cumhuriyet est situé entre Yeşilsırt à l'ouest et Sarıkonak à l'est.

## Histoire
La localité est désignée sous le nom de Dereç en 1928 et de Kurudere en 1960. En 1998 le village est déplacé près de la route principale,.

## Équipements
L'école primaire qui a été fermée en 1998 a été reconstruite en 2010, elle accueille alors 19 élèves. Cette école est encore en fonctionnement en 2015.